# NGC 3393
NGC 3393 (również PGC 32300) – galaktyka spiralna z poprzeczką (SBa), znajdująca się w gwiazdozbiorze Hydry w odległości 160 milionów lat świetlnych. Została odkryta 24 marca 1835 roku przez Johna Herschela. Należy do galaktyk Seyferta typu 2.

Para supermasywnych czarnych dziur w centrum NGC 3393

W centrum galaktyki NGC 3393 znajduje się para supermasywnych czarnych dziur odległych od siebie o około 490 lat świetlnych. Oznacza to, że galaktyka ta powstała ok. miliarda lat temu po kolizji dwóch mniejszych galaktyk. Jest to obecnie najbliższa znana para supermasywnych czarnych dziur.